# Britse vaandels

Rood vaandel, Britse handelsvlag

Blauw vaandel, Britse dienstvlag ter zee

Wit vaandel, Britse oorlogsvlag ter zee

Vlag van Niue met een geel vaandel, wat zeer ongebruikelijk is

De Britse regelingen rond vlaggengebruik op zee zijn vaak ingewikkeld vergeleken met die van andere landen. Welk vaandel gehesen wordt op Britse schepen, is afhankelijk van de functie van het schip. Er zijn drie vaandels: een rood, een blauw en een wit; de zogenaamde red ensign, blue ensign en white ensign. Dit zijn sinds 1864 resp. de officiële Britse handelsvlag, dienstvlag ter zee en oorlogsvlag ter zee.

## Geschiedenis

### 1652 - 1864
Tot 1864 waren rood, wit en blauw de kleuren van de drie eskaders van de Royal Navy. Deze eskaders waren in 1652 ontstaan bij de reorganisatie door admiraal Robert Blake. De drie eskaders voerden hun eigen vaandel. Naast de Admiral of the Fleet (die tevens admiraal van het rode eskader was) had ieder eskader een eigen admiraal, viceadmiraal en schout-bij-nacht. Zo was Lord Nelson ten tijde van zijn overlijden viceadmiraal van het witte eskader.
Het rode eskader voer voornamelijk in de Caraïben en de noordelijke Atlantische Oceaan, het witte voornamelijk rond de Britse kust, Frankrijk en op de Middellandse Zee, terwijl het blauwe eskader op de zuidelijke Atlantische Oceaan, de Grote Oceaan en de Indische Oceaan patrouilleerde. De vlaggen van veel voormalige Britse kolonies hebben dan ook op de ondergrond de kleur van het vaandel van het eskader dat ze beschermde. Zo heeft de vlag van Bermuda een rode achtergrond, terwijl de achtergronden van de vlag van Australië en die van Nieuw-Zeeland blauw zijn. De eerste vlaggen van de Amerikaanse kolonies, vóór de Revolutie, waren gewijzigde rode vaandels. In de Grand Union Flag werden zes witte strepen toegevoegd. Later (in 1777) werd de Union Flag in het kanton vervangen door de huidige sterren. Zie de lijst van vlaggen gebaseerd op de Britse vlag voor een uitgebreid overzicht.
Er wordt soms gesproken over een "geel eskader". Dit heeft nooit bestaan, maar was een term die officieus werd gebruikt om het marinepersoneel aan te duiden dat op het land werkte of geen schip had. Er bestond dus geen geel vaandel.

### 1864 - heden
Sinds 1864 doet het rode vaandel dienst als handelsvlag en het witte vaandel als marinevlag. Het blauwe vaandel is bedoeld als staatsvlag ter zee voor overheidsschepen, maar is ook voor schepen van de Royal Naval Reserve en voor koopvaardijschepen waarop een bepaald aantal mensen met een geschiedenis bij de marine werken. Het blauwe vaandel is ook voor een aantal oude Britse scheepsclubs (behalve tijdens de beide wereldoorlogen). De Union Flag wordt niet op zee gehesen, behalve door de Britse koninklijke familie of door bepaalde officieren van de Royal Navy.
Verschillende vlaggen, in gebruik buiten de zeevaart, zijn gebaseerd op deze vaandels. In sommige vlaggen worden dezelfde kleuren gebruikt, in andere is een extra veld toegevoegd, zoals in het hemelsblauwe deel van de vlag van de Britse Royal Air Force.

## Andere vaandels
De vlaggen van Fiji en Tuvalu zijn beiden hemelsblauw. Niue, een zelfregerende eilandengroep van Nieuw-Zeeland, heeft een geel vaandel waarin het Sint-Georgekruis van de Union Flag is bijgewerkt met een gestileerde versie van het Zuiderkruis.
De vlag van het Brits Antarctisch Territorium heeft een wit veld, met daarop het schild van het gebied.

## Canadese vlaggen
In 1868 maakte de Britse admiraliteit het blauwe vaandel de vlag van schepen onder het bevel van de Canadese regering. Het gebruik van het rode vaandel op Canadese handelsschepen werd in 1892 door de Admiraliteit goedgekeurd. Een blauw vaandel met het wapenschild van Québec werd tot 1950 gebruikt als vlag van Québec.
Van 1870 gebruikte Canada (officieus) als nationale vlag een rood vaandel, met daarop de wapens van de provincies. In 1924 werd die vlag officieel aangenomen. Provinciale schilden droegen het wapen van Canada. Het rode vaandel werd na een lang debat in 1965 vervangen door de huidige vlag van Canada.